# Бальдини, Даниеле
Даниеле Бальдини (итал. Daniele Baldini; 21 февраля 1964, Флоренция, Италия) — итальянский футболист и футбольный тренер.

## Карьера
Воспитанник футбольного клуба «Прато». Выступал за клубы из Серии С2, С1, В и А. Наибольшее количество игр провёл за клуб «Эмполи», где выступал в 1991—1992 и 1995—2001 годах. В сезоне 1997/98, вместе с клубом вышел в Серию А. Был капитаном команды. Провёл за «Эмполи» 119 матчей (3 гола) в Серии В и 52 матча (1 гол) в Серии А.
После завершения карьеры игрока вошёл в тренерский штаб «Эмполи». В июне 2003 перед стартом нового сезона сменил на посту главного тренера «Эмполи» своего однофамильца Сильвио Бальдини. Проработал в качестве главного тренера до октября, под его руководством клуб провёл 6 игр в Серии А. В 2004 году возглавлял клуб «Луккезе», выступающий в Серии С1.
Позже присоединился к тренерскому штабу Лучано Спаллетти, с которым играл вместе в «Эмполи» в 1991—1993 годах, а потом был игроком команды, которую тот возглавлял в 1995—1998 годах. Работал в штабе Спаллетти в клубах «Рома» (2005—2009), «Зенит» (2009—2014), «Рома» (2016—2017), «Интернационале» (2017—2019).
В петербургском «Зените» входил в штаб, состоящий из Спаллетти и его помощников Марко Доменикини (все трое были знакомы по совместной работе в клубе «Эмполи», и являлись выходцами из Тосканы) и тренера по физподготовке Альберто Бартали. В штабе «Зенита» Бальдини отвечал за работу с защитниками.
Женат. Жену зовут Кристина, сын (1992 г. р.)